# St.-Petri-Kirche (Ribbesbüttel)

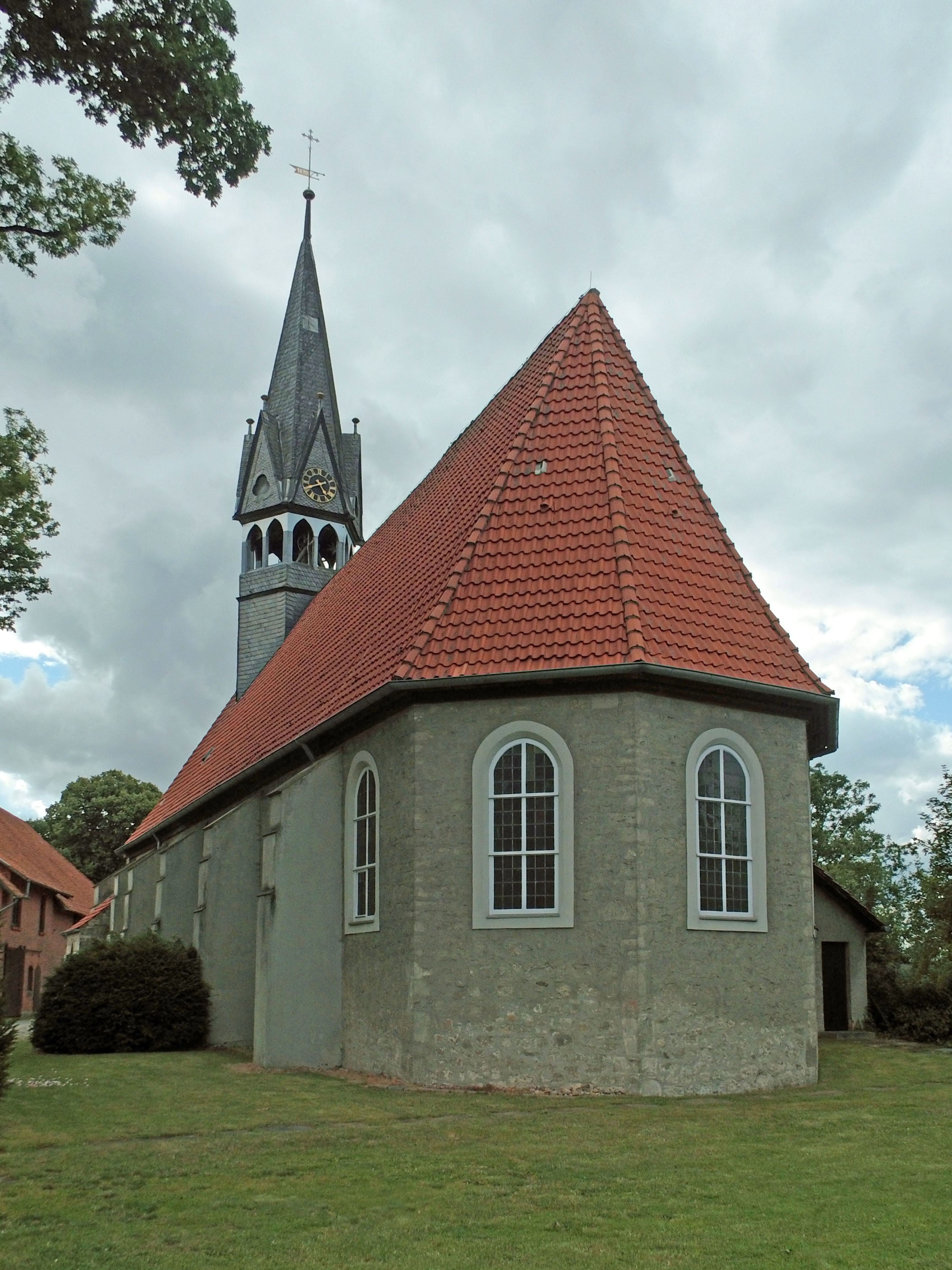
St. Petri

Die evangelisch-lutherische denkmalgeschützte Kirche St. Petri steht in Ribbesbüttel, einer Gemeinde im Landkreis Gifhorn in Niedersachsen. Die Kirchengemeinde gehört zum Kirchenkreis Gifhorn im Sprengel Lüneburg der Evangelisch-lutherischen Landeskirche Hannovers. 

## Beschreibung
Die Kirche wurde 1226 erstmals erwähnt. Ende des 16. Jahrhunderts übernahm die Familie von Mandelsloh das Kirchenpatronat für rund drei Jahrhunderte. Cord von Mandelsloh († 1606) ließ die baufällige Kirche abreißen und 1595 neu aufbauen. An der Südseite sind die Wände des Langhauses und die des dreiseitig abgeschlossenen, erst Mitte des 18. Jahrhunderts entstandenen Chors in einer Flucht, während an der Nordseite das Langhaus breiter ist. Das hängt damit zusammen, dass sich bis 1870 ursprünglich an der Nordwand eine Prieche, eine Nachbildung eines klösterlichen Chorgestühls, für die Adelsfamilie befand. Die Fenster an der Nordseite des Langhauses wurden aus baustatischen Gründen 1712 zugemauert. Erst nachdem bei der Renovierung 1961 bis 1963 die 1711 errichteten Strebepfeiler an den Außenwänden erneuert wurden, konnten sie wieder geöffnet werden. Ursprünglich befand sich eine Gruft der Familie von Mandelsloh unter dem Chor, die 1963 wegen Gefahr des Einsturzes zugemauert wurde. Das gotische hölzerne Gewölbe ist nach der Art eines steinernen Kreuzgewölbes ausgeführt. 
Zur Kirchenausstattung gehört ein Taufbecken vom Anfang des 14. Jahrhunderts. Über der Tür zur Sakristei befindet sich ein achteckiges Medaillon vom Ende des 15. Jahrhunderts, das Maria zeigt. Der alte Flügelaltar wurde 1877 auseinandergenommen. Das Kruzifix von ihm steht auf der Mensa. Das Altarretabel vom Anfang des 16. Jahrhunderts hat zwölf geschnitzte Statuen der zwölf Apostel, die aus den beiden Seitenflügeln eines Flügelaltars stammen. Die Kanzel im Stil der Renaissance entstand im Jahr 1615. Auf seiner Brüstung sind die 4 Evangelisten abgebildet. Erst 1870 wurde der jetzige repräsentative neugotische, schiefergedeckte sechsseitige Dachreiter gebaut. Bis dahin hatte die Kirche nur einen kleineren Dachreiter. Der Turm hat ein offenes Geschoss für den Glockenstuhl, in dem zwei Kirchenglocken hängen, die 2009 von der Glockengießerei Bachert gegossen wurde. Darüber sitzt ein sechsseitiger Helm mit sechs Spitzgauben, bekrönt mit Kugel, Wetterfahne und Kreuz.
Eine Orgel ist bereits 1662 erwähnt, 1734 ist sie nicht mehr vorhanden. 1824 wurde eine neue Orgel erworben, die bereits 1876 ersetzt wurde. Die heutige Orgel mit 7 Registern wurde 1973 von Michael Becker Orgelbau errichtet. 